# Floyd Simmons
Floyd Macon Simmons, född 10 april 1923 i Charlotte, North Carolina, död 1 april 2008 i Charlotte, North Carolina, var en amerikansk friidrottare.
Simmons blev olympisk bronsmedaljör i tiokamp vid sommarspelen 1948 i London och vid sommarspelen 1952 i Helsingfors.